# مصانع نترات الصوديوم في همبرستون وسانتا لورا
مصانع نترات الصوديوم في همبرستون وسانتا لورا هي مصانع قديمة لاستخراج نترات البوتاسيوم (الملح الصخري)، تقع شمال تشيلي. تم إعلانها موقعاً للتراث العالمي عام 2005.
تمثل مصانع همبرستون وسانتا لورا أكثر من 200 موقع قديم لاستخراج نترات الصوديوم، حيث كان يعيش العمال القادمون من شيلي والبيرو وبوليفيا في مدن منجمية. وقد استحدثوا ثقافة مشتركة تبرز من خلال ثراء اللغة والإبداع وعلاقات التضامن، وبالأخص عبر أولى حركات النضال التي قادها هؤلاء في سبيل العدالة الاجتماعية والتي كان أثرها عميقاً على التاريخ الاجتماعي. استقر العمال في سهول البامبا الشاسعة والنائية، في إحدى الصحارى القاحلة، حيث عاش آلاف العمال وعملوا، بدءاً من العام 1880 وطوال أكثر من 60 عاماً، في بيئة معادية، من أجل استغلال أكبر منجم لإنتاج نترات الصوديوم في العالم، ذاك السماد الذي أحدث تغييراً جذرياً في المنظر الزراعي في أميركا الشمالية والجنوبية وفي أوروبا، وعاد بثروات كبرى على شيلي.

## الجغرافيا
تقع همبرستون وسانتا لورا على بعد 48 كم شرق مدينة ايكويكو في أتاكاما في إقليم تاراباكا شمالي تشيلي. ثمة مدن منجمية أخرى في تلك المنطقة تعمل على تعدين النترات، منها تشاكابوكو، ماريا إلينا، بيدرو دي فالديفيا، وغيرها.

## التاريخ
عام 1872، أنشأت شركة غويليرمو وينديل إكستراكشن مصانع لأعمال النترات في سانتا لورا، وكانت تلك المنطقة لا تزال تابعة لبيرو. وفي العام نفسه، أسس جيمس توماس همبرستون شركة «بيرو نترات» في لا بالما. نمت هذه المناطق بسرعة وازدهرت وأصبحت مدناً مزدحمة تتميز بمبانٍ جميلة على الطراز الإنجليزي.
أصبحت لا بالما إحدى أكبر مواقع استخراج النترات في المنطقة بأسرها، لكن الإنتاج في سانتا لورا كان ضعيفاً. تم الاستيلاء عليها عام 1902 من قبل شركة نترات تماروغال. عام 1913، أوقفت سانتا لورا إنتاجها حتى تم إدخال طريقة Shanks لاستخراج النترات، والتي عززت من الإنتاجية.
انهار هذا النموذج الاقتصادي أثناء الكساد الكبير في 1929 بسبب تطوير توليفات الأمونيا من قبل الألمانيان فريتز هابر وكارل بوش، والتي قادت إلى إنتاج الأسمدة صناعياً. أعلن أفلس المصانع عملياً عام 1934. واستولت عليها شركة (Compañía Salitrera de Tarapacá y Antofagasta) وغيرات اسم لا بالما إلى «أوفيسينا سانتياغو همبرغستون» تكريماً لمؤسسها. حاولت الشركة إنتاج نترات طبيعية عن طريق تحديث مصانع همبرستون، وبذا أصبحت من أكبر أعمال النترات عام 1940. 
تم هجر المصنعين في 1960 بعد انخفاض الإنتاج السريع. عام 1970، أعلن افتتاح هذه المدن والتي أصبحت مدن أشباح بعد هجرها، كعالم وطنية سياحية. عام 2005، أعلنت كمواقع تراث عالمي من قبل اليونسكو.

## موقع تراث عالمي

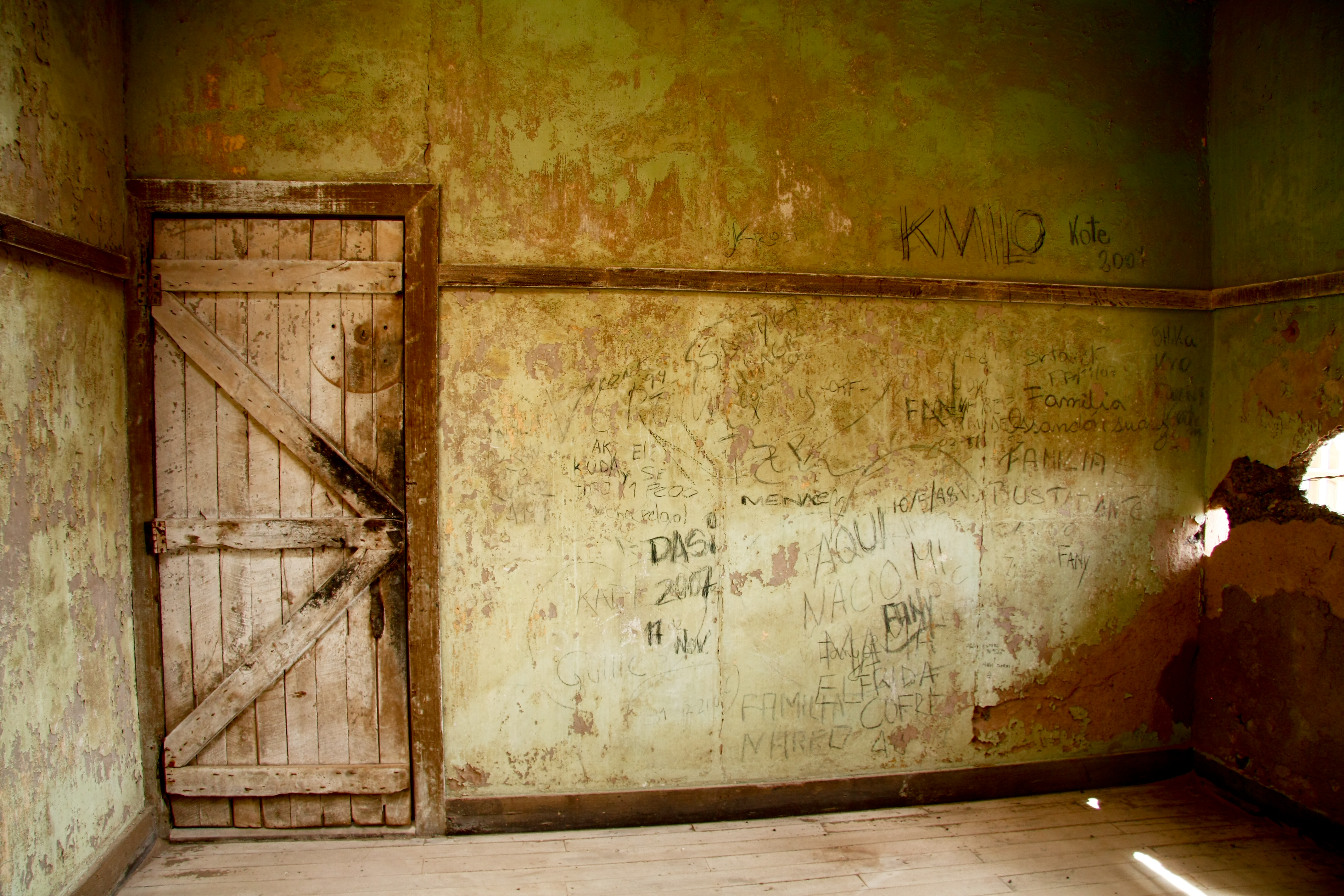
غرفة في مستشفى من موقع همبرستون

تضم همبرستون وسانتا لورا أكثر من 200 موقعاً سابقاً لأعمال النترات، حيث سكن العمال القادمون من تشيلي وبيرو وبوليفيا في بلدات تابعة للشكة ومزجوا ثقافاتهم في تلك المجتمعات المميزة. وتمثل ذلك في اللغة الغنية والإبداع والتضامن والنضال الرائد من أجل العدالة الاجتماعية والتي كان لها تأثير عميق على التاريخ الاجتماعي. تقع هذه المناطق في صحراء أتاكاما بعد البامبا، وهي إحدى أكثر صحارى الأرض جفافاً. عاش فيها الآلاف من البامبينو وعملوا في هذه البيئة الصعبة لأكثر من 60 عاماً، من 1880 تحديداً، لإنتاج أسمدة نترات الصوديوم التي حولت الأراضي لزراعية في أمريكا الشمالية والجنوبية وأوروبا، وكانت مصدر دخل كبير لتشيلي. 
نظراً لضعف الهياكل وبسبب تأثير الزلزال الأخير في المنطقة، أدرج الموقع على قائمة مواقع التراث العالمي المعرضة للخطر، للمساعدة في حشد الجهود اللازمة لإنقاذ الموقع والحفاظ عليه.

## معرض الصور

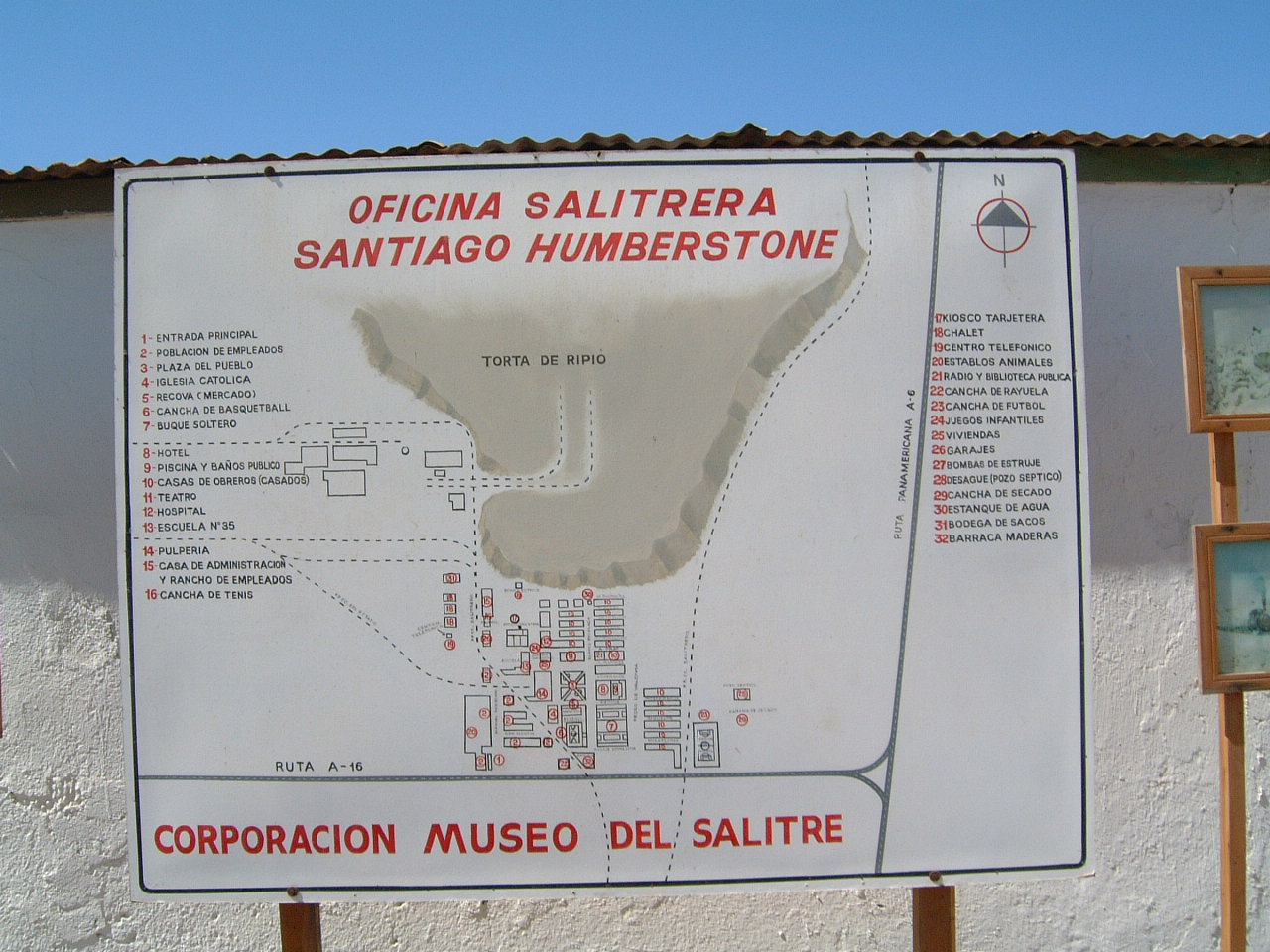
مدخل همبرستون
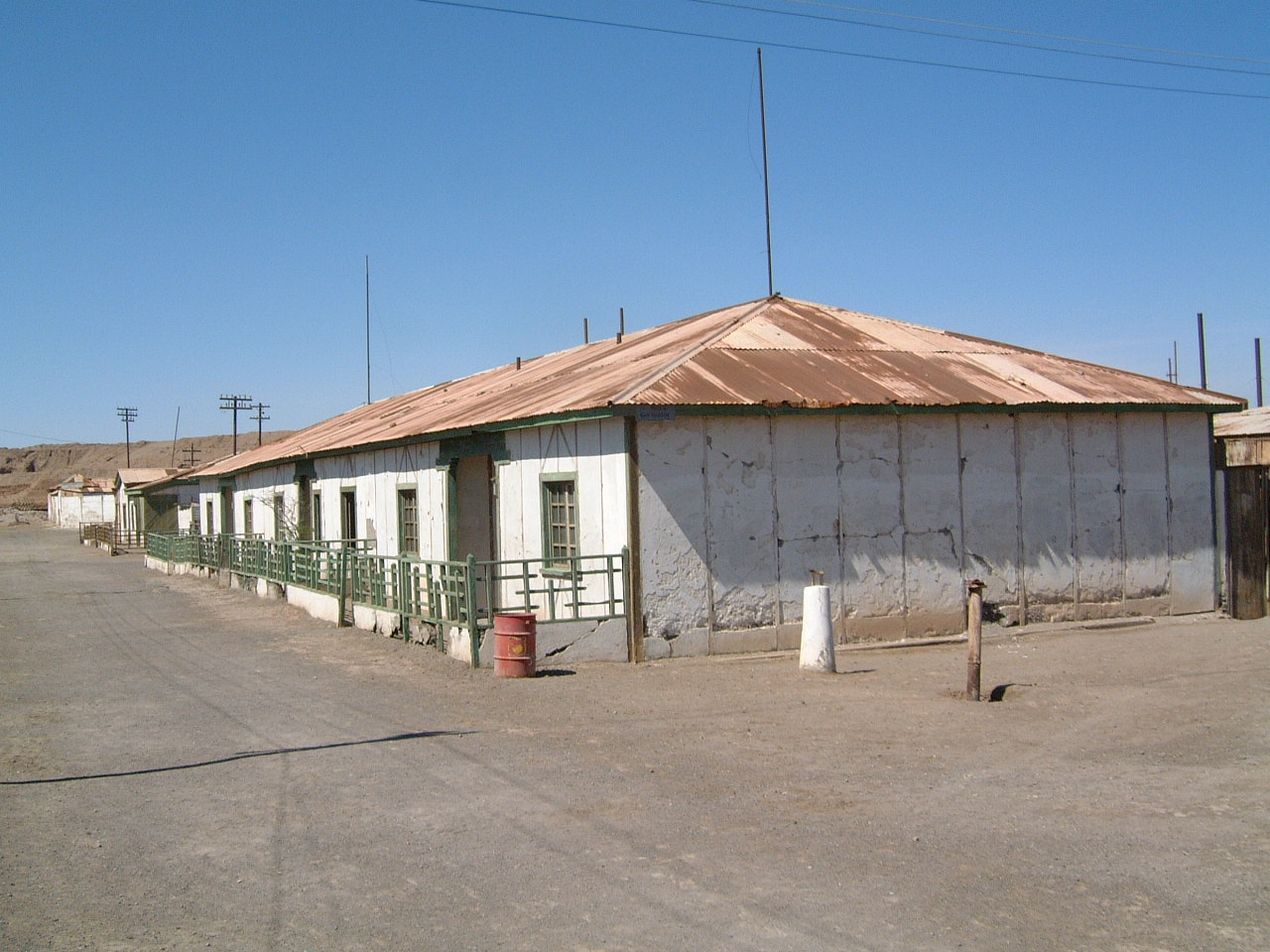
مواقع العمال
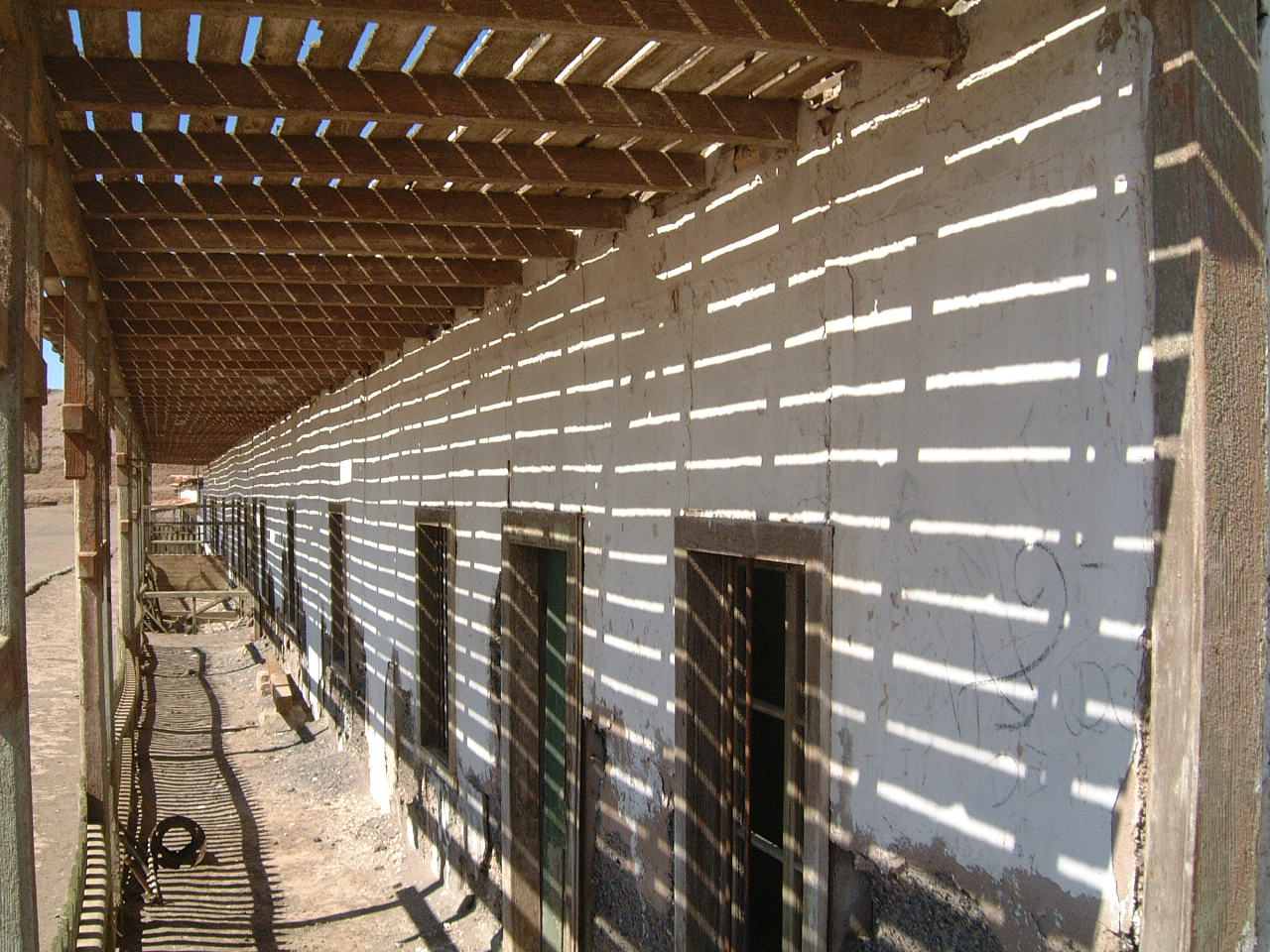
مواقع العمال
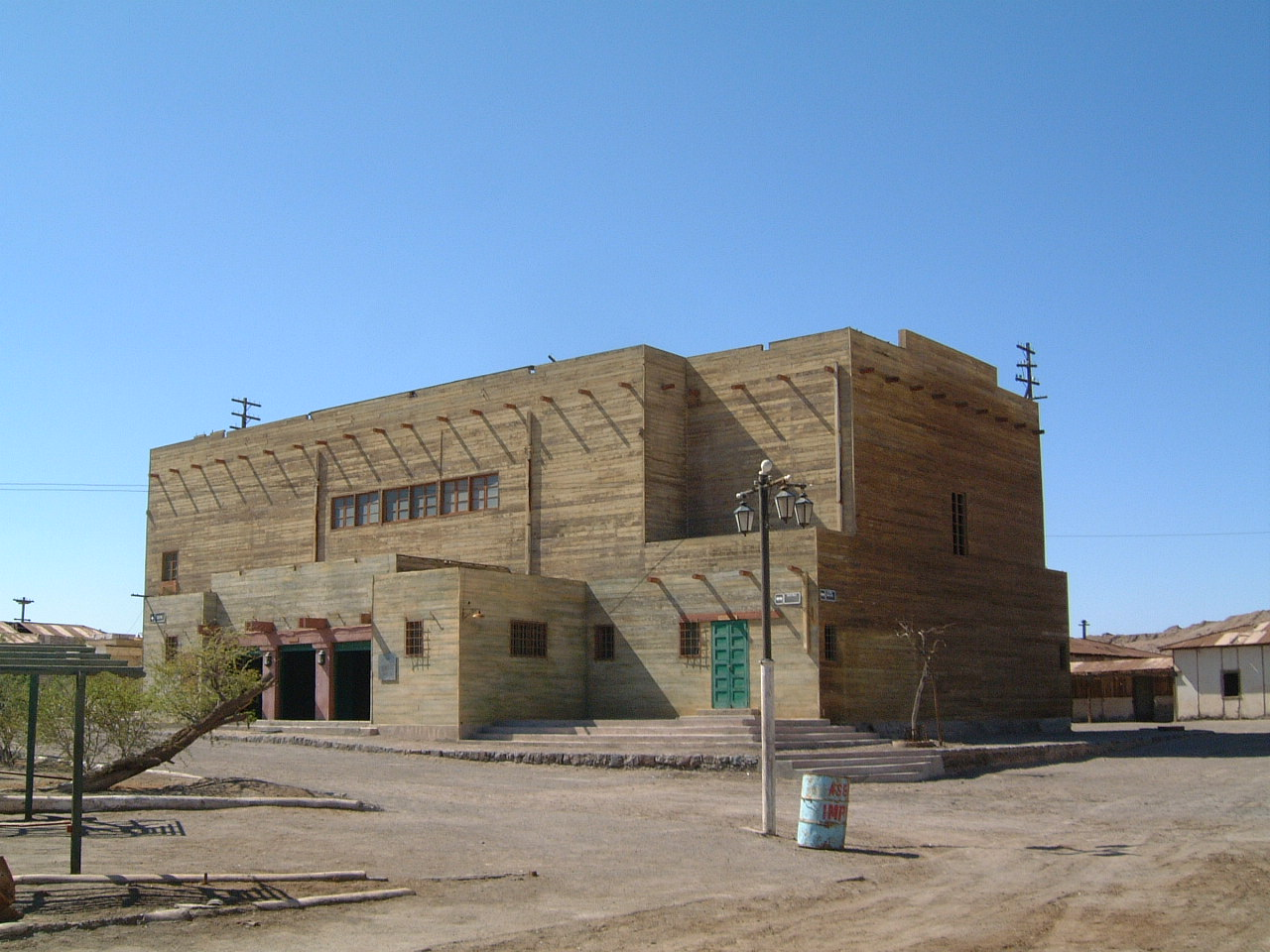
المسرح
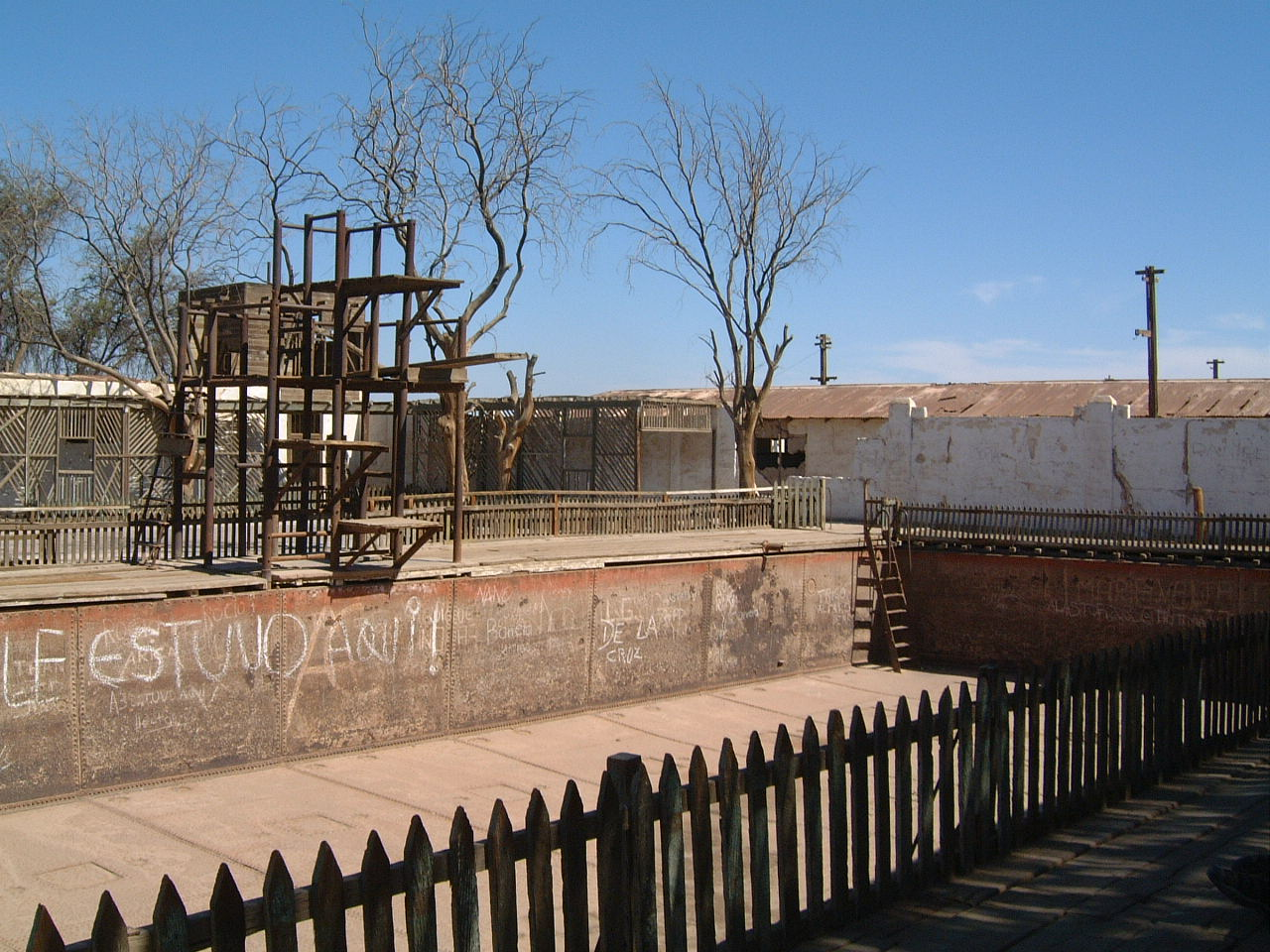
بركة سباحة
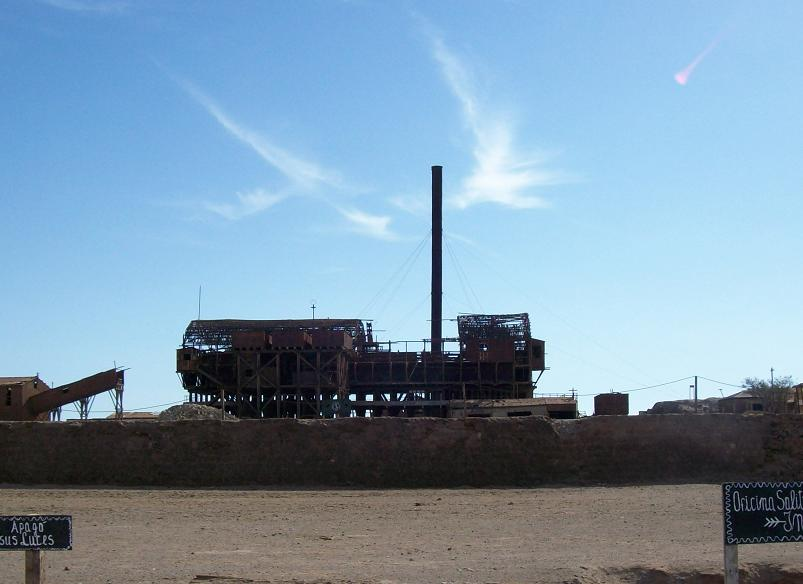
مصنع سانتا لورا